# ランヴェオック
ランヴェオック （Lanvéoc、ブルトン語:Lañveog）は、フランス、ブルターニュ地域圏、フィニステール県のコミューン。

## 地理
クロゾン半島北岸にある。またブレスト停泊地を見下ろす地点にあたり、ランヴェオックのコミューン面積は四方をクロゾンに取り囲まれている。

## 歴史
コミューンの名の起源は、ブルトン聖人聖メオック（saint Maeoc、saint Maëc、saint Mic、saint Nicとも）である。ランヴェオックとは、聖メオックの庵（ブルトン語でlan）を意味する。
ランヴェオックはアルモリカの古いキリスト教区であるPlougrozonを分割して生まれた。ランヴェオックは小教区であり、コルヌアイユ司教区に属した。1425年にはLanveoucとつづられた。教区となったのは1862年、コミューンとなったのは1872年である。
1594年、アンリ4世軍が、当時スペイン軍が占領していたロスカンヴェル要塞を攻撃する準備中にランヴェオックに滞在した。

## 経済
ランヴェオック＝プルミック海軍航空基地がある。海軍士官学校、エコール・デュ・プルミックもランヴェオックにある。

## 人口統計
| 1962年 | 1968年 | 1975年 | 1982年 | 1990年 | 1999年 | 2006年 | 2010年 |
| ------ | ------ | ------ | ------ | ------ | ------ | ------ | ------ |
| 1570   | 1964   | 1957   | 1945   | 1857   | 1876   | 2229   | 2220   |

参照元:1999年までEHESS、2000年以降INSEE